# Абадонова капија
Абадонова капија (енгл. Abaddon's Gate) је научно фантастични роман аутора Џејмса С.А. Корија. У питању је трећа књига у серијалу Пространство. Радња се дешава недуго након завршетка романа Калибанов рат, када се непознати ванземаљски објекат лансиран са Венере обликује у "Капију" у облику прстена у близини Урана.

## Радња
'Џејмс Холден' и посада Росинантеа посада својом славом добијају честе послове унајмљивања њиховог брода. Док се соларни систем припрема за први велики пролаз кроз капију туђинског порекла како би је истражили, Холден покушава да Росинанте држи што даље од прстена. Међутим судбина има друге планове, па Росинанте силом прилика постаје први брод који је успешно прошао кроз прстен.
'Клариса Мао' ћерка Јулија Маоа који је као председник корпорације Мао-Квик која је оптужена за експериментисање са протомолекулом, осуђен на дугогодишњу робију. Џејмс Холден и посада Росинантеа је једна од најзаслужнијих за рушење корпорације и затварање њеног оца (догађаји у књизи Калибанов рат), те Клариса жели и планира освету. Она планира да јавно дискредитује а после и убије Холдена. Потрошила је читаво преостало богадство како би променила свој идентитет, "претворивши" се у електрохемијскох техничара по имену Мелба. Мелба међу новинарску екипу која је на Росинантеу има сарадника који саботажом омогућује Мелби да у потпуноси преузме комуникационе везе на Росинантеу. Она успева да минира један од бродова ка прстену и након његовог уништења, почиње са самог Росинантеа да емитује монтирану видео поруку у којој Холден преузима одговорност за овај терористички циљ по наредби АСПа. С обзиром да има потпуну контролу над комуникацијама са Росинантеа, Холден не успева да прекине ово емитовање, као и да пошаље демант. Како би избегао непријатељства која су настала као и покушаје свих морнарица да униште Росинанте прибегава екстремном потезу проласком кроз прстен. Мелба га са остатком флоте прати кроз прстен како би испунила свој циљ и убила Џејмса Холдена.
'Карлос де Бака' је биши ратник и пријатељ Фреда Џонсона који добија заповедништво над бродом "Грдосија" раније познатим под називом Генерацијски брод који је требало Мормоне да поведе на међузвездано путовање. Као капетан брода добија задатак да са осталим флотама прође кроз прстен. Након што Мелба покрене емитовање лажне поруке са Росинантеа у којој Холден прихвата одговорност за уништенје брода УН, и потврде да је тај налог добио од алијансе спољних планета, Карлос схвата да је једини начин да се избегне нови рат, тако што би АСП био нападнут од стране УН и Марса, и спере љага са АСПа уништење Росинантеа и то баш од стране АСП морнарице. Тако да Грдосија покреће нападе на сам Росинанте. Након што Грдосија испали торпедо на Росинанте и остале морнарице се одлучују на исто. 
'Ана Волводова' је Методистички пастор из Европе (Русија), која се придружила експедицији проласка кроз прстен као део делегације верских личности и уметника УНа како би сведочили почетку нове епохе људске историје. Њен брод се придружије осталим бродовима који прате Росинанте на проласку кроз прстен. Она има једну од кључних улога спашавању посаде Росинантеа и спашавању Мелбе од саме себе. 
Проласком кроз капију, долази се у такозвану "спору зону", у питању је празан простор (нема чак ни звезда) пречника отприлике милион километар. У средишту спре зоне се налази ванземаљска свемирска станица сверног облика. Било који objekat који se kreće većom brzinom od 2160км/ч бива "угашен" и привучен ка себи од стране свемирске станице у центру споре зоне. Након извесних догађаја у самој свемисркој станици, брзина у спорој зони нагло спада на стотинак км/ч чиме нагло успоравање бродова доводи до великог броја мртвих у свим флотама. 
Због ових догађања стварају се две фракције у флоти која је прошла кроз прстен, између којих почиње тешка борба на смрт. Једни заговарају теорију да су сам прстен и свемирска станица велика опасност за сунчев систем и заговарају уништење прстена чиме би сви који су прошли кроз прстен заувек остали у празнини и осуђени на смрт, али би својим животима платити сигурност људске цивилизације. 
У великим борбама на крају ипак побеђују поборници прстена, и успевају да поново покрену све бродове и активирају саму туђинску свемирску станицу. Активирањем станице аутоматски се отвара још 1300 прстенова који сваки води до сунчевог система који има барем једну насељиву планету.

## Награде и критике
Абадонова капија је 2014 године освојила Лукасову награду за највољи роман научне фантастике. 
Амерички недељник ПВ (PW) пише чланак о Абадоновој капији, где се наводи да је ово до сада најбољи роман серијала пространство.